# Тазе-Канд-е-Афшар
Тазе-Канд-е-Афшар (перс. تازه كندافشار‎) — село в Ірані, входить до складу дехестану Південний Назлуй у Центральному бахші шахрестану Урмія провінції Західний Азербайджан.